# Il cavaliere e la dama
Il cavaliere e la dama è una commedia teatrale di Carlo Goldoni scritta e rappresentata nel 1749.

## Trama
Dopo l'esilio del marito accusato di omicidio, Donna Eleonora, virtuosa signora dell'aristocrazia napoletana, si trova a fare i conti con l'insistenza dei suoi spasimanti e i pettegolezzi di chi scommette sui suoi cedimenti. Aiutata dal vecchio mercante Anselmo, Donna Eleonora riuscirà a trovare l'amore nel cavaliere Rodrigo, un uomo goffo ma perbene.